# Liste der denkmalgeschützten Objekte in Trebesing
Die Liste der denkmalgeschützten Objekte in Trebesing enthält die 11 denkmalgeschützten, unbeweglichen Objekte der Gemeinde Trebesing.

## Denkmäler
| Foto |                 | Denkmal                                                                                  | Standort                                   | Beschreibung | Metadaten |
| ---- | --------------- | ---------------------------------------------------------------------------------------- | ------------------------------------------ | --- | --- |
| ja   | Datei hochladen | Kath. Pfarrkirche hl. Lucia HERIS-ID: 54999 Objekt-ID: 63466                             | Altersberg 7 Standort KG: Altersberg       | Die Kirche hat einen spätgotischen Chor mit Wandmalereien aus dem 15. Jahrhundert, ein Schiff aus dem 17./18. Jahrhundert und einen zwiebelbehelmten Turm von 1864. Unter dem linken Seitenaltar ist eine Augenquelle. | BDA-Hist.: Q2082519 Status: § 2a Stand der BDA-Liste: 2025-06-30 Name: Kath. Pfarrkirche hl. Lucia GstNr.: .7 Pfarrkirche hl. Lucia, Altersberg, Trebesing                            |
| ja   | Datei hochladen | Ehem. Filialkirche hl. Georg HERIS-ID: 35396 Objekt-ID: 34154                            | bei Altersberg 35 Standort KG: Altersberg  | Die kleine bruchsteingemauerte Kirche wurde im 13. Jahrhundert erbaut und 1656 barockisiert. 1780 wurde sie aufgelassen und ab dem frühen 19. Jahrhundert als Wirtschaftsgebäude eines Bauernhofs verwendet. In den 1990er-Jahren wurde der Bau renoviert und wird seither als evangelische Kirche genutzt.                                                         | BDA-Hist.: Q1380474 Status: Bescheid Stand der BDA-Liste: 2025-06-30 Name: Ehem. Filialkirche hl. Georg GstNr.: .1 Evangelische Kirche Altersberg                                     |
| ja   | Datei hochladen | Friedhof Zelsach und Reste der ehem. Kirche St. Ulrich HERIS-ID: 92906 Objekt-ID: 107878 | Standort KG: Altersberg                    | Der von einer Mauer umgebene Friedhof in der Ortschaft Zelsach wurde schon 1641 bei der 1807 aufgelassenen Kirche St. Ulrich erwähnt. | BDA-Hist.: Q37760883 Status: § 2a Stand der BDA-Liste: 2025-06-30 Name: Friedhof Altersberg und Reste der ehem. Kirche St. Ulrich GstNr.: 883/2 Friedhof Zelsach                      |
| ja   | Datei hochladen | Mauerspeicher Strasser HERIS-ID: 102045 Objekt-ID: 118401                                | bei Oberallach 9 Standort KG: Altersberg   | | BDA-Hist.: Q37789768 Status: Bescheid Stand der BDA-Liste: 2025-06-30 Name: Mauerspeicher Strasser GstNr.: 181 Mauerspeicher Strasser, Trebesing                                      |
| ja   | Datei hochladen | Steinbrückenbachbrücke, Hintereggenbachbrücke HERIS-ID: 92909 Objekt-ID: 107881seit 2019 | L10 bei Altersberg Standort KG: Altersberg | Die barocke einbogige Steingewölbebrücke über den Steinbrückenbach ist mit 1822 bezeichnet. Sie wurde 2016 saniert. Anmerkung: Die Brücke verbindet die Gemeinden Trebesing und Seeboden am Millstätter See über den Steinbrückenbach. | BDA-Hist.: Q105653341 Status: Bescheid Stand der BDA-Liste: 2025-06-30 Name: Steinbrückenbachbrücke, Hintereggenbachbrücke GstNr.: 1330/1, 1358/3 Steinbrückenbachbrücke, Lieserhofen |
| ja   | Datei hochladen | Hochofenanlage HERIS-ID: 57864 Objekt-ID: 68197                                          | Radl 2 Standort KG: Radl                   | Die Hochofenanlage geht auf die Mitte des 18. Jahrhunderts zurück und umfasste zwei Schachtöfen zur Kupferverhüttung. Dominiert wird die Ruine von einem hohen Schornstein aus Bruchsteinen. | BDA-Hist.: Q38079063 Status: Bescheid Stand der BDA-Liste: 2025-06-30 Name: Hochofenanlage GstNr.: .35/1                                                                              |
| ja   | Datei hochladen | Schloss Malenthein HERIS-ID: 46116 Objekt-ID: 47786                                      | Radl 34 Standort KG: Radl                  | Das ehemalige Jagdschloss der Herren von Mallenthein ist ein blockhafter viergeschoßiger Bau mit steilem Walmdach. An den Fassaden ist zum Teil noch der Putz aus dem 16. Jahrhundert erhalten. Ein Raum in der Nordwestecke des Erdgeschoßes hat eine bemerkenswerte renaissancezeitliche Riemlingdecke.                                                           | BDA-Hist.: Q38019352 Status: Bescheid Stand der BDA-Liste: 2025-06-30 Name: Schloss Malenthein GstNr.: .3/1 Schloss Malenthein                                                        |
| ja   | Datei hochladen | Kath. Filialkirche hl. Margaretha mit Kirchhof HERIS-ID: 55000 Objekt-ID: 63467          | Trebesing Standort KG: Trebesing           | Die gotische Kirche verfiel ab Ende des 17. Jahrhunderts und wurde durch einen Brand 1829 weitgehend zerstört. 1959/60 wurde sie auf den Mauern des ehemaligen Langhauses wiederaufgebaut; die Ruinen des gotischen Chors und der Sakristei wurden damals weitgehend abgetragen. Der Hochaltar aus dem 18. Jahrhundert befand sich ursprünglich im Karner in Gmünd. | BDA-Hist.: Q1413284 Status: § 2a Stand der BDA-Liste: 2025-06-30 Name: Kath. Filialkirche hl. Margaretha mit Kirchhof GstNr.: .2                                                      |
| ja   | Datei hochladen | Evang. Pfarrkirche A.B. HERIS-ID: 54997 Objekt-ID: 63464                                 | Trebesing Standort KG: Trebesing           | Die Kirche wurde 1842 als vierachsiger Saalbau in klassizistischen Formen errichtet; der Giebelturm ist von 1898. | BDA-Hist.: Q1380924 Status: § 2a Stand der BDA-Liste: 2025-06-30 Name: Evang. Pfarrkirche A.B. GstNr.: .10/1 Trebesing, Evangelische Kirche                                           |
| ja   | Datei hochladen | Evangelisches Pfarrhaus HERIS-ID: 54994 Objekt-ID: 63461                                 | Trebesing 18 Standort KG: Trebesing        | | BDA-Hist.: Q38063209 Status: § 2a Stand der BDA-Liste: 2025-06-30 Name: Evangelisches Pfarrhaus GstNr.: .10/2                                                                         |
| ja   | Datei hochladen | Rachenbachbrücke HERIS-ID: 92927 Objekt-ID: 107906                                       | Standort KG: Trebesing                     | Die zweibogige Steingewölbebrücke ist mit 1745 und 1822 bezeichnet. 1998 wurde sie umfassend saniert. | BDA-Hist.: Q37760949 Status: § 2a Stand der BDA-Liste: 2025-06-30 Name: Rachenbachbrücke GstNr.: 1185/1, 1213/1, 128                                                                  |